# Аларкон, Рикардо
Рикардо Аларкон де Кесада (исп. Ricardo Alarcón de Quesada; 21 мая 1937 — 30 апреля 2022) — кубинский политический и государственный деятель, дипломат. Занимал пост постоянного представителя своей страны при Организации Объединённых Наций (ООН) в течение почти 30 лет, а затем в 1992—1993 годах был министром иностранных дел. Впоследствии Аларкон с 1993 по 2013 год был председателем Национальной ассамблеи народной власти, благодаря чему считался третьей по влиятельности фигурой на Кубе. До 2013 года он также оставался членом Центрального Комитета Коммунистической партии Кубы.
Выпускник Гаванского университета с докторской степенью по философии, он занимал различные дипломатические должности после Кубинской революции. Первой из них был начальник отдела стран Америки в Министерстве иностранных дел Кубы. За время своего пребывания на посту Постоянного представителя при Организации Объединенных Наций Аларкон занимал ряд видных ролей, в том числе пост Председателя Совета Безопасности и заместителя Председателя Генеральной Ассамблеи.

## Биография

### Ранние годы
Аларкон родился в Гаване 21 мая 1937 года. В 1954 году он поступил в Гаванский университет, который окончил со степенью доктора философии и гуманитарных наук. Аларкон стал активным членом Федерации студентов университетов (FEU) и занимал пост секретаря по культуре FEU в 1955—1956 годах. В июле 1955 года Аларкон стал активистом «Движения 26 июля» Фиделя Кастро, которое пыталось свергнуть авторитарного президента Фульхенсио Батисту. Аларкон участвовал в организации студенческого аппарата молодёжной бригады партизанской организации. В отличие от Кастро, Аларкон принимал активное участие не в партизанском движении, развернувшемся в сельской местности, но в городском подпольном сопротивлении. В 1959 году Аларкон был избран вице-президентом FEU, а в 1961—1962 годах занимал пост президента студенческой организации.

### Дипломатическая карьера
В 1962 году новое правительство во главе с Кастро назначило Аларкона директором отдела стран Америки МИД, где он и начал свою дипломатическую карьеру. С 1966 по 1978 год он занимал пост Постоянного представителя Кубы при ООН, заместителя Председателя Генеральной Ассамблеи Организации Объединённых Наций, Председателя Административного совета Программы развития Организации Объединённых Наций и заместителя Председателя Комитета ООН по осуществлению неотъемлемых прав палестинского народа. В 1978 году Аларкон был назначен первым заместителем министра иностранных дел. Будучи постоянным представителем в ООН во второй раз, Аларкон был председателем Совета Безопасности в феврале 1990 года и июле 1991 года. В 1992 году он был назначен министром иностранных дел, а в феврале 1993 года стал председателем Национальной ассамблеи.

### Председатель Национальной ассамблеи (1993—2013)
Перевод Аларкона возглавлять Национальную ассамблею народной власти историк Бен Корбетт назвал «понижением в должности» с его прежнего поста министра иностранных дел. Однако Уильям Э. Рэтлифф и Роджер У. Фонтейн в своей книге «Стратегический переворот в Карибском море: снятие эмбарго с Кубы» (Strategic Flip-flop in the Caribbean: Lift the Embargo on Cuba) оценивали Аларкона как третью по значимости фигуру на Кубе.
Через год после вступления в должность Аларкон отправился в Соединённые Штаты во главе делегации из пяти человек, чтобы обсудить вопросы миграции между двумя странами. В правительственном заявлении Аларкон был охарактеризован как «наиболее квалифицированный» человек, способный решать такие деликатные вопросы, как эмиграция, и как человек, знающий «основные причины» массовой эмиграции с Кубы. Как и всё кубинское правительство, Аларкон наставивал, что главной из них было экономическое эмбарго США против Кубы. Переговоры прерывались на внезапную поездку Аларкона на Кубу, где он обсуждал ситуацию со своим правительством, после чего оценки перспектив стали более позитивными и в итоге Аларкону удалось достичь соглашения с правительством США 9 сентября 1994 года, по которому Вашингтон пообещал выдавать не менее 20 000 иммиграционных виз в год гражданам Кубы, желающим покинуть свою родину.
В августе 2000 года Аларкон оказался втянут в небольшой конфликт с Соединёнными Штатами, когда ему отказали в визе для участия в международной конференции в Нью-Йорке. Аларкон прожил в Манхэттене более двенадцати лет, но из-за своего статуса должностного лица кубинского правительства ему разрешалось находиться только в радиусе 25 миль от штаб-квартиры ООН.
2 декабря 2003 года заместитель министра США по контролю над вооружениями и международной безопасности Джон Р. Болтон заявил, что Куба, наряду с Ираном, Северной Кореей, Сирией и Ливией, являются «государствами-изгоями, … чье стремление к оружию массового поражения делает их враждебными интересам США». В ответ Аларкон назвал Болтона «лжецом» и сослался на опровергнутые заявления США относительно иракского оружия массового поражения в оправдание войны в Ираке.
В 2006 году Аларкон заявил: «В какой-то момент риторика США изменилась на разговоры о демократии… Для меня отправной точкой является признание того, что демократия должна начинаться с определения Перикла — что общество существует для блага большинства — и не должна навязываться извне». Во время передачи президентских обязанностей Фиделем Кастро своему брату Раулю Аларкон заявил иностранным СМИ, что Фидель может баллотироваться на переизбрание в ассамблею на парламентских выборах в январе 2008 года. Однако в интервью CNN Аларкон сказал, что не уверен, примет ли тот этот пост или нет.
Аларкон был женат на Маргарите Переа Маса. Она умерла 9 февраля 2008 года. Семья подтвердила, что сам Аларкон умер 30 апреля 2022 года в возрасте 84 лет. Причина смерти не была названа.